# Lophognathus
Lophognathus es un género de iguanios de la familia Agamidae. Sus especies son endémicas de Australia, Nueva Guinea y el extremo sudoriental de la Wallacea.

## Especies
Se reconocen las 5 especies siguientes:
- Lophognathus burnsi Wells & Wellington, 1985
- Lophognathus gilberti Gray, 1842
- Lophognathus longirostris Boulenger, 1883
- Lophognathus maculilabris Boulenger, 1883
- Lophognathus temporalis (Günther, 1867)